# 朗根 (奥地利)
朗根是奥地利蒂罗尔州因斯布鲁克兰县的一个市镇。总面积6.97平方公里，总人口972人，人口密度139.5人/平方公里（2011年）。